# Габдуллин, Рустем Искандерович
Русте́м Исканде́рович Габду́ллин (род. 27 августа 1944, Москва) — советский и российский контрабасист, педагог. Народный артист Российской Федерации (1995).

## Биография
Рустем Искандерович Габдуллин родился в 1944 году в Москве.
Окончил Московскую консерваторию по классу профессора А. И. Астахова, с 1968 по 1990 год работал контрабасистом Московского камерного оркестра под руководством Рудольфа Баршая (позже переименованного в Государственный камерный оркестр СССР), с 1990 года — концертмейстер группы контрабасов Российского национального оркестра, основанного Михаилом Плетнёвым.
С 1975 года преподаёт в Московской консерватории (профессор по кафедре виолончели и контрабаса), с 1998 года — профессор.
Габдуллин опубликовал ряд сборников музыкальной литературы, куда вошли его переложения и редакции — 2 тома «Хрестоматии для музыкальных училищ», сборники произведений советских, русских композиторов, ансамбли с контрабасом, старинная музыка для контрабаса и фортепиано и др.
Имеет много сольных записей на радио, есть сольный диск фирмы Мелодия, в который вошли сочинения С. Кусевицкого и Дж. Боттезини с оркестром. Записал и исполнял в концертах большое количество ансамблей с контрабасом — квинтет «Форель», секстеты Глинки, Октет Шуберта, Септет Бетховена, Серенаду Шнитке, Дуэт Россини, Квинтет Прокофьева.
Выступал как солист в Москве, Белграде, Лиепае, Ленинграде, Томске, Ульяновске и других городах. Был первым исполнителем произведений Г. Дмитриева, В. Дьяченко, А. Коблякова, А. Наседкина. Был первым исполнителем контрабасового соло в Симфонии № 14 Д. Шостаковича на премьере в Ленинграде в октябре 1969 года. Работал приглашённым концертмейстером группы контрабасов Лондонского симфонического оркестра.
Постоянный участник многих музыкальных фестивалей: в Лионе (Франция), Корсхольме (Финляндия), Умеа (Швеция), Сиэтл (США), Мерано (Италия). Давал мастер-класс в Сиэтле (США), Больнасе (Швеция) Сеуле (Корея), Вроцлаве и Лодзи (Польша), Мурсии (Испания), Сингапуре, Капбретоне (Франция).